# سوخت الکل

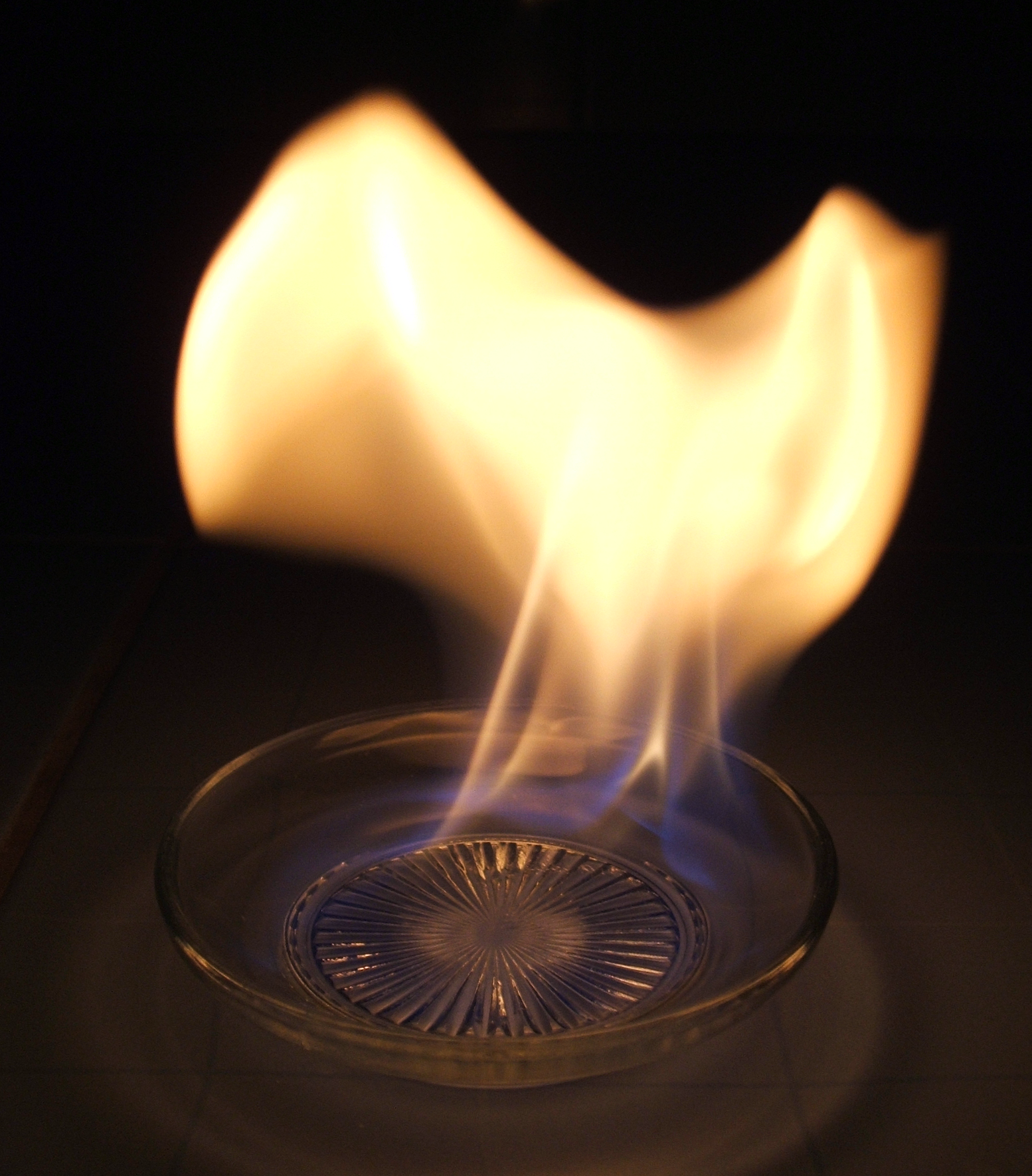
شعله الکل

سوخت الکل (انگلیسی: Alcohol fuel) به الکل‌هایی اطلاق می‌شود که به عنوان سوخت مورد استفاده قرار می‌گیرند. چهار گونه از ترکیبات آلیفاتیک الکل شامل متانول، اتانول، پروپانول و بوتانول را می‌توان به عنوان سوخت مورد استفاده قرار داد. این ترکیبات می‌توانند از نظر شیمیایی یا بیولوژیکی، سنتز شوند و دارای ویژگی‌هایی هستند که قابلیت استفاده در موتورهای درون‌سوز را دارا می‌باشند.